# 아베 마사히사
아베 마사히사(일본어: 阿部正耆, 1827년 12월 12일 ~ 1864년 4월 7일)는 일본 에도 시대의 다이묘로, 시라카와번의 6대 번주이다. 어릴적 이름은 요시사부로(義三郎)이다.
빈고 후쿠야마 번주 아베 마사야스의 형인 아베 마사타다의 둘째 아들로 태어났다. 1848년, 시라카와 번의 5대 번주 아베 마사사다가 젊은 나이로 사망하자 양자가 되어 그 뒤를 이었다. 1849년 음력 6월에 소자반이 되었으나, 분큐 개혁으로 소자반 제도가 폐지되었기 때문에, 1863년, 마쓰다이라 가타모리의 보좌역이 되어 에도, 오사카, 교토의 경비 임무를 수행하는 등 좌막파로서 활동하였다. 그러나 그해 음력 12월에 병으로 쓰러져, 1864년 음력 3월 2일, 38세의 나이로 사망하였다. 차남 마사코토가 아직 어린 관계로, 아베 마사토가 양자로서 번주직을 계승하였다.
| 전임 아베 마사사다 | 제6대 시라카와번 번주 (아베 가문) 1848년 ~ 1864년 | 후임 아베 마사토 |